# 山梨県道201号塩山停車場大菩薩嶺線
山梨県道201号塩山停車場大菩薩嶺線（やまなしけんどう201ごう えんざんていしゃじょうだいぼさつれいせん）は、山梨県甲州市の中央本線塩山駅と大菩薩嶺を結ぶ一般県道である。塩山駅西側の踏切は上り方向への一方通行である。

## 概要

### 路線データ
- 起点：山梨県甲州市塩山上於曽（山梨県道38号塩山勝沼線交点）
- 終点：山梨県甲州市塩山上萩原（山梨県道218号大菩薩初鹿野線交点）

## 通過する自治体
- 山梨県
  - 甲州市

## 交差・接続する道路
- 山梨県道34号白井甲州線（塩山駅西）
- 国道411号（上赤尾交差点）
- 山梨県道218号大菩薩初鹿野線

## 周辺
- 塩山駅
- 甲州市立大藤小学校
- 甲州市立大藤保育所
- 甲州市立神金小学校